# 洪州郡
洪州郡（ホンジュぐん、홍주군）は韓国忠清南道洪城郡洪城邑の中心にあった郡。府郡面統廃合の時、結城郡と共に洪城郡に統合した。

## 歴史
本来高麗の運州で995年（成宗14年）都団練使を置き、1012年（顕宗3年）知州事に直して後に洪州に改称した。1358年（恭愍王7年）、王師普愚の故郷であることにより州に昇格した。
1368年知州事に降格され、1371年再び州になった。朝鮮時代にもそのまま継承され、世祖時に鎮を置いた。顕宗時には洪陽県に降格された。1895年（高宗32年）郡になったが、1914年行政区域改編の時、洪城郡に併合された。
660年（太宗武烈王7年）羅唐連合軍がここの沙羅之停または麗陽に集結して、百済軍と戦った。文武王の時は福信と王子豊が百済の復興のために洪州の邑城である周留城で羅唐連合軍に抵抗した。
また、高麗太祖の王建がここで甄萱と激しい戦闘を行った。高麗元宗の時は安眠島南側の古道島に三別抄がしばらく占拠した。高麗末に倭寇の侵入が頻繁で、1803年（純祖3年）にはイギリス商船が貿易でここに上陸したこともある。
軍事的に重要な場所とはいえ、朝鮮時代には忠清道の5つの鎮管のうちの1つに洪州鎮管を設置し、牧使が兼任する僉節制使が4郡12県を管轄した。
浅水湾南の元山島は三南地方の税穀船が集まる場所で、3月から9月までは水軍虞候がここを守った。看月島は古くから牡蠣の産地として広く知られている。

## 1914年以降
| 朝鮮総督府令第111号 |            |            |                                                                |
| 旧行政区画          | 新行政区画 | 新行政区画 | 新行政区画                                                     |
| 洪州郡高南上道面    | 洪城郡     | 고도면     | 기산리、내갈리、동성리、상촌리、운곡리、취생리                 |
| 洪州郡高南下道面    | 洪城郡     | 고도면     | 가곡리、갈오리、동산리、부기리、신안리、쌍천리、오두리、행산리 |
| 洪州郡躬耕面        | 洪城郡     | 광천면     | 매현리、벽계리、상정리、신진리                                 |
| 洪州郡州南面        | 洪城郡     | 홍양면     | 남장리、송월리、신성리、학계리                                 |
| 洪州郡州北面        | 洪城郡     | 홍양면     | 고암리、대교리、오관리、옥암리、월산리、소향리                 |
| 洪州郡大甘介面      | 洪城郡     | 홍북면     | 갈산리、노은리、대인리、산수리、신정리                         |
| 洪州郡雉寺面        | 洪城郡     | 홍북면     | 대동리、석택리、신경리、용산리                                 |
| 洪州郡洪川面        | 洪城郡     | 홍북면     | 내덕리、내법리、봉신리、상하리、중계리                         |
| 洪州郡金洞面        | 洪城郡     | 홍동면     | 금당리、대영리、수란리、신기리、효학리                         |
| 洪州郡番川面        | 洪城郡     | 홍동면     | 대평리、운용리、운월리、원천리、월림리、월현리、홍원리、화신리 |
| 洪州郡洪安松面      | 洪城郡     | 홍동면     | 구정리、금평리、문당리、팔괘리                                 |
| 洪州郡松枝谷面      | 洪城郡     | 홍동면     | 구룡리                                                         |
| 洪州郡松枝谷面      | 洪城郡     | 金馬面     | 송강리、신곡리、장성리、죽림리、화양리                         |
| 洪州郡坪面          | 洪城郡     | 金馬面     | 가산리、덕정리、봉서리、부평리、송암리、용흥리、월암리、인산리 |
| 洪州郡烏史面        | 洪城郡     | 장곡면     | 가송리、광성리、오성리、죽전리、화계리                         |
| 洪州郡酉谷面        | 洪城郡     | 장곡면     | 대현리、옥계리、월계리、지정리、천태리、행정리                 |
| 洪州郡城枝面        | 洪城郡     | 장곡면     | 도산리、상송리、신동리、신풍리                                 |
| 洪州郡乻方面        | 洪城郡     | 장곡면     | 산성리                                                         |
| 洪州郡乻方面        | 青陽郡     | 飛鳳面     | 강정리、양사리、용천리、방한리                                 |
| 洪州郡上田面        | 青陽郡     | 사양면     | 대봉리、용두리、용마리、흥산리                                 |
| 洪州郡与口香面      | 青陽郡     | 화성면     | 구재리、농암리、매산리、산정리、장계리、화강리                 |
| 洪州郡化城面        | 青陽郡     | 화성면     | 광평리、기덕리、용당리、수정리、신정리、화암리                 |